# Kiến trúc hiện đại
| Lịch sử kiến trúc phương Tây |
| Kiến trúc thời kì đồ đá      |
| Kiến trúc Ai Cập cổ đại      |
| Kiến trúc Lưỡng Hà           |
| Kiến trúc cổ điển            |
| Kiến trúc Hy Lạp cổ đại      |
| Kiến trúc La Mã cổ đại       |
| Kiến trúc thời Trung Cổ      |
| Kiến trúc Byzantine          |
| Kiến trúc Romanesque         |
| Kiến trúc Gothic             |
| Kiến trúc Phục Hưng          |
| Kiến trúc Baroque            |
| Kiến trúc Rococo             |
| Kiến trúc Tân cổ điển        |
| Kiến trúc hiện đại           |
| Kiến trúc hậu hiện đại       |
|                              |
| Các mục từ                   |

Trào lưu kiến trúc hiện đại (Modernism) là một khái niệm rất rộng được sử dụng để miêu tả các công trình khác nhau có các đặc điểm tương đồng về sự đơn giản trong bố cục hình khối không gian, tổ chức mặt bằng tự do phi đối xứng, mặt đứng loại bỏ việc sử dụng các họa tiết trang trí của trường phái cổ điển cũng như việc sử dụng vật liệu mới như kính, thép, bê tông. Kiến trúc hiện đại là một sự đoạn tuyệt mạnh mẽ với kiến trúc cổ điển, thể hiện một lối tư duy mới của sự phát triển bùng nổ của các xã hội châu Âu cuối thế kỉ 19, đầu thế kỉ 20.
Trường phái kiến trúc này, xuất phát ở châu Âu từ cuối thế kỉ 19, đầu thế kỉ 20 và đã nhanh chóng phổ biến, trở thành một trường phái chủ đạo ra trên toàn thế giới đến thập niên 1970.
Hiện nay mặc dù một định nghĩa chuẩn xác về khái niệm kiến trúc hiện đại vẫn còn đang được tranh luận, nhưng người ta thống nhất rằng trào lưu kiến trúc hiện đại của thế kỉ 20 đã được thay thế bằng trào lưu kiến trúc hậu hiện đại (Postmodernism). Trong số những phong trào quan trọng nhất trong lịch sử kiến trúc, ít nhiều ảnh hưởng trực tiếp đến kiến trúc và quy hoạch đô thị của thế kỷ 20, được nhớ đến như những bậc thầy của phong trào Le Corbusier, Ludwig Mies van der Rohe, Walter Gropius, Frank Lloyd Wright, Alvar Aalto, và cả người Ý Giovanni Michelucci, Gio Ponti , Gualtiero Galmanini, Franco Albini.

## Các kiến trúc sư tiêu biểu
- Le Corbusier
- Ludwig Mies van der Rohe
- Walter Gropius
- Tange Kenzo
- Richard Meier
- Maki Fumihiko
- Adolf Loos